# Phobocampe elyi
Phobocampe elyi är en stekelart som först beskrevs av Henry Lorenz Viereck 1912.  Phobocampe elyi ingår i släktet Phobocampe och familjen brokparasitsteklar. Inga underarter finns listade i Catalogue of Life.